# Bijlia dilatata
Bijlia dilatata är en isörtsväxtart som beskrevs av Heidrun Elsbeth Klara Osterwald Hartmann. Bijlia dilatata ingår i släktet Bijlia och familjen isörtsväxter. Inga underarter finns listade i Catalogue of Life.

## Bilder

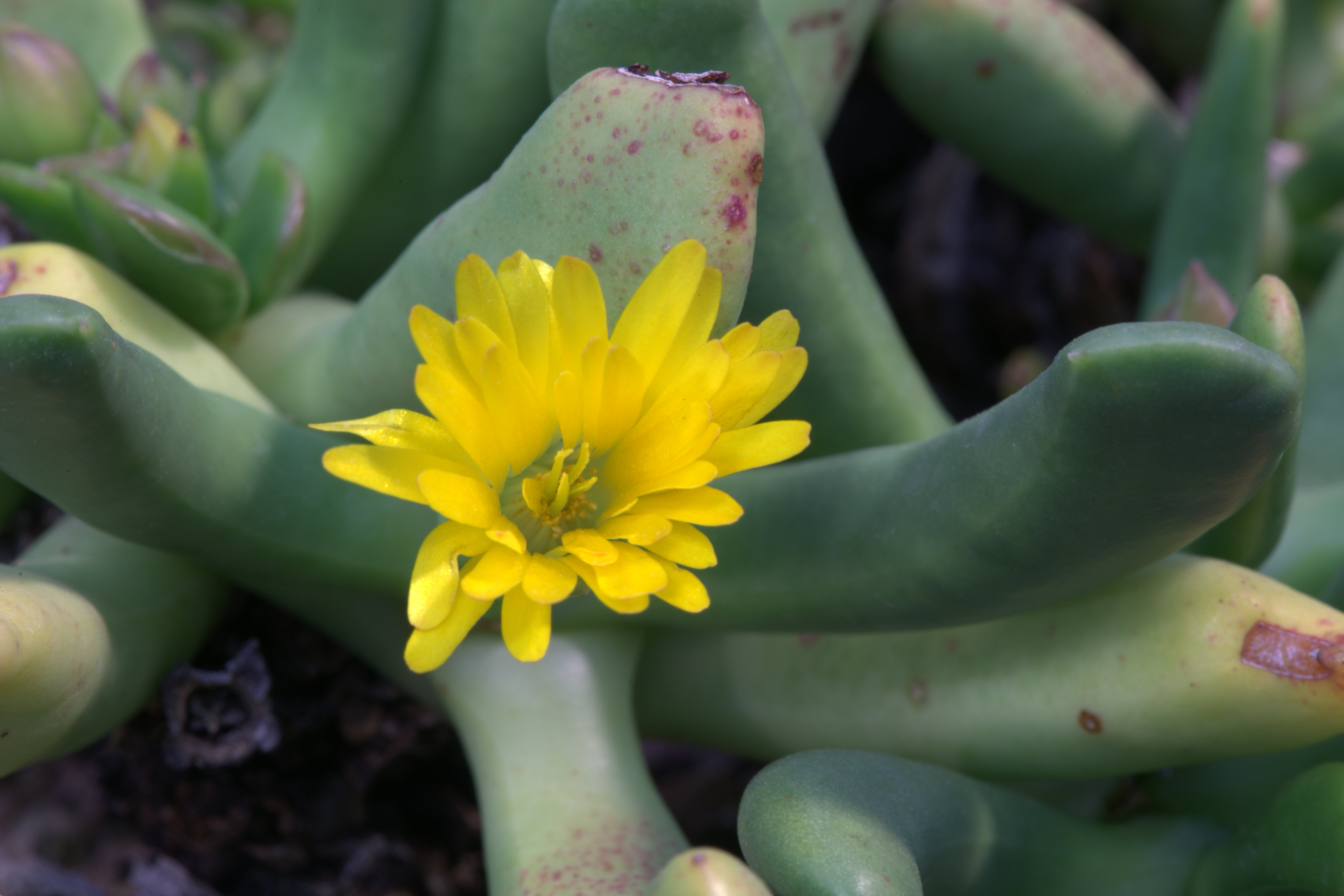
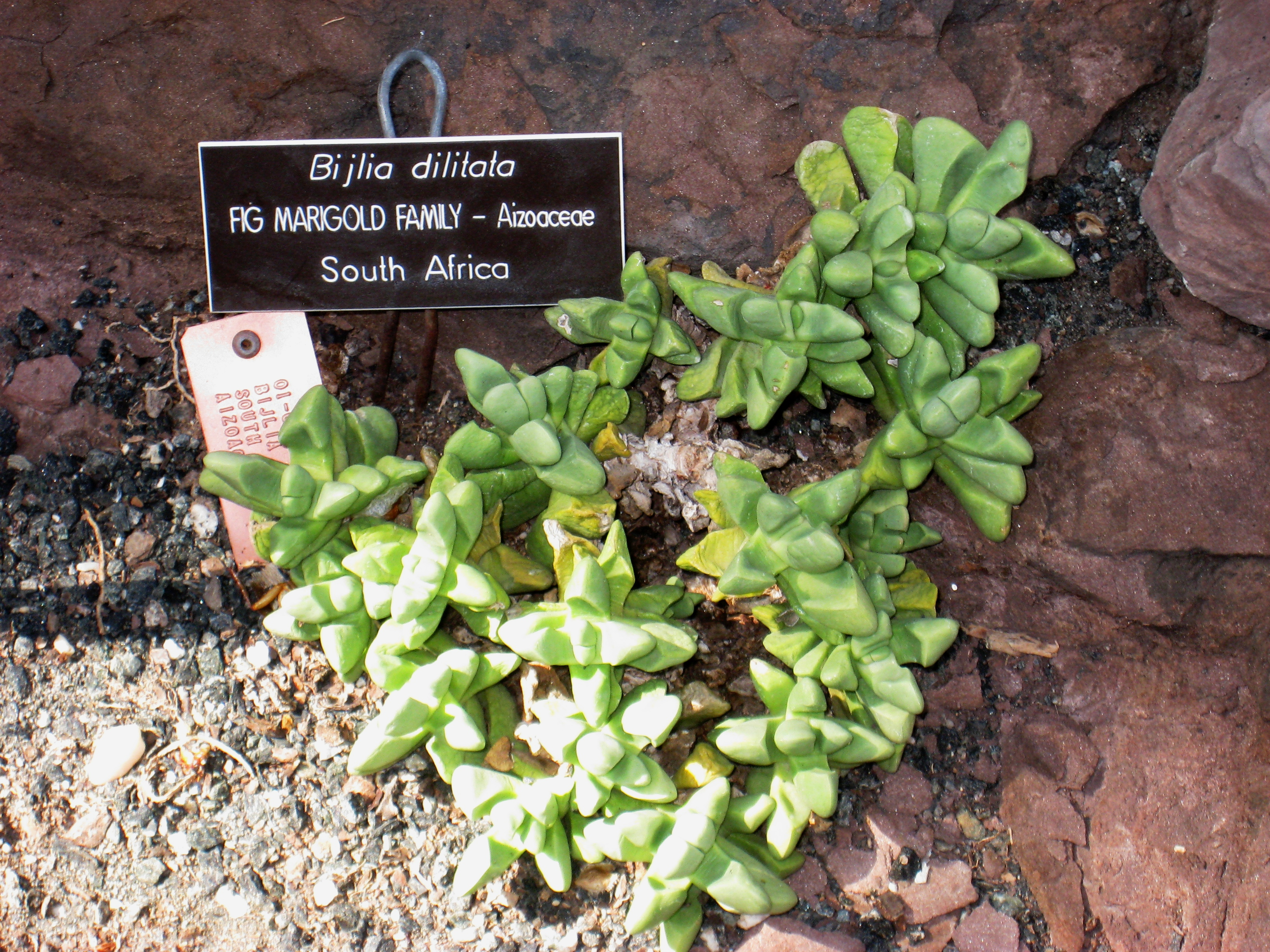
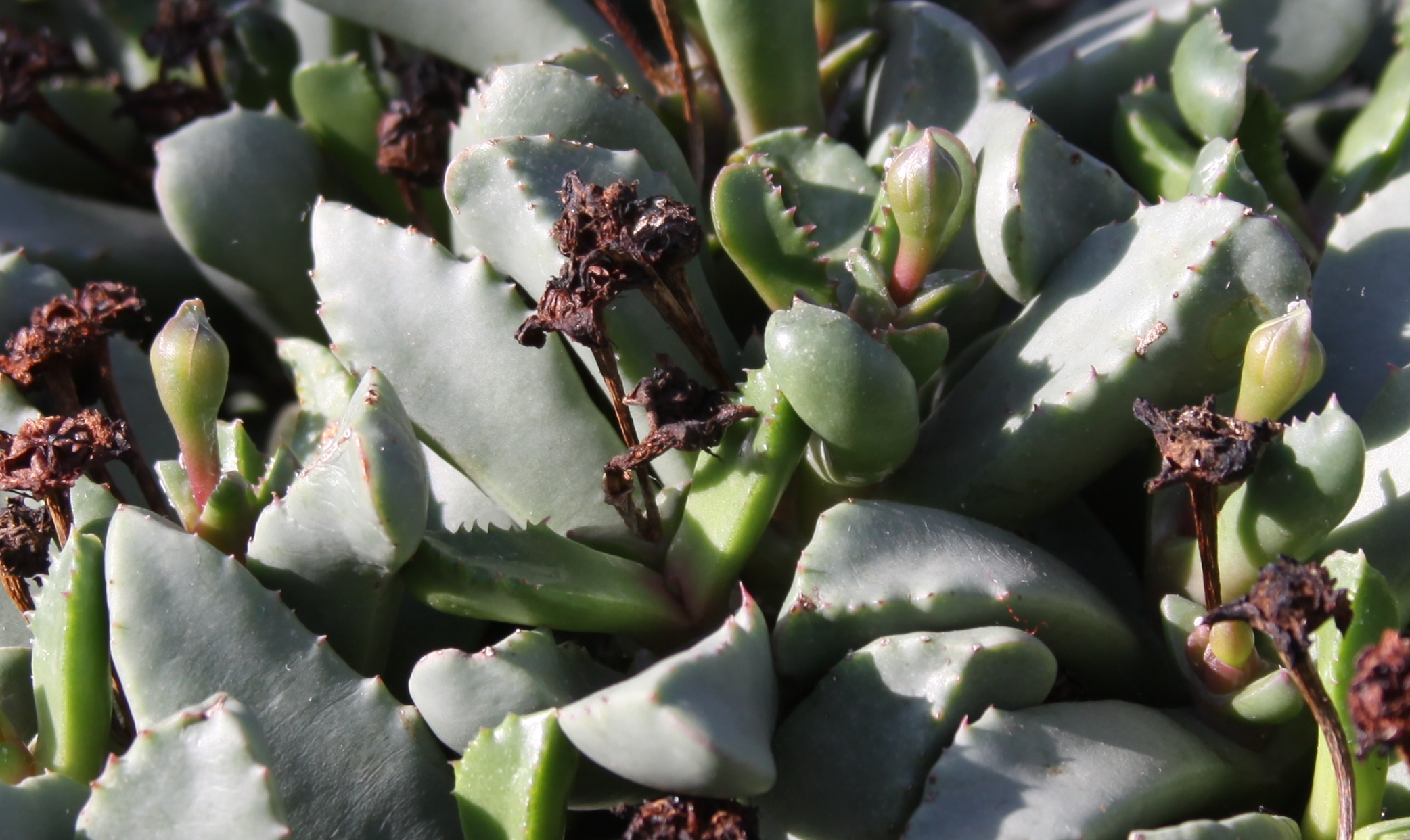
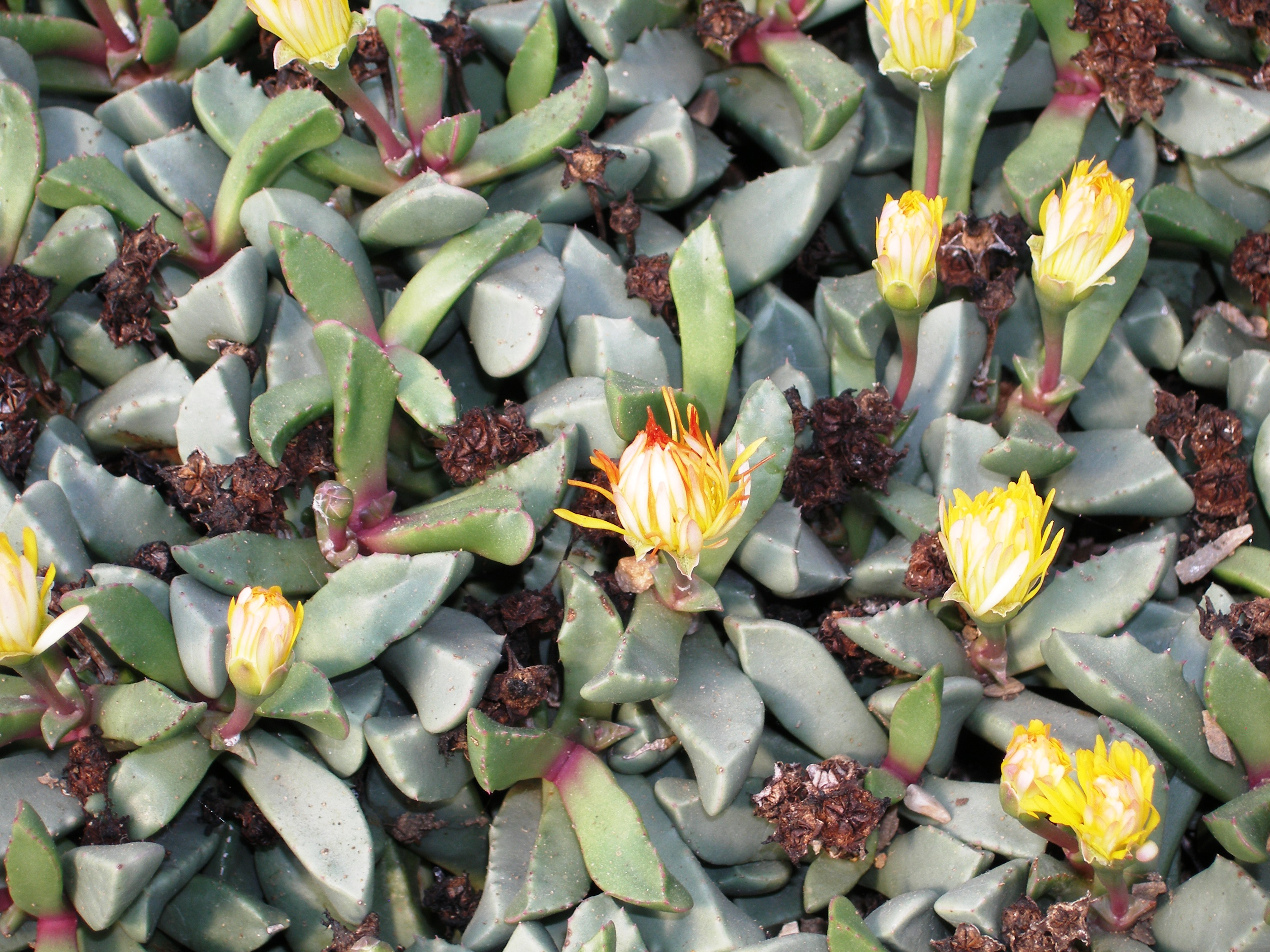